# باب قنسرين

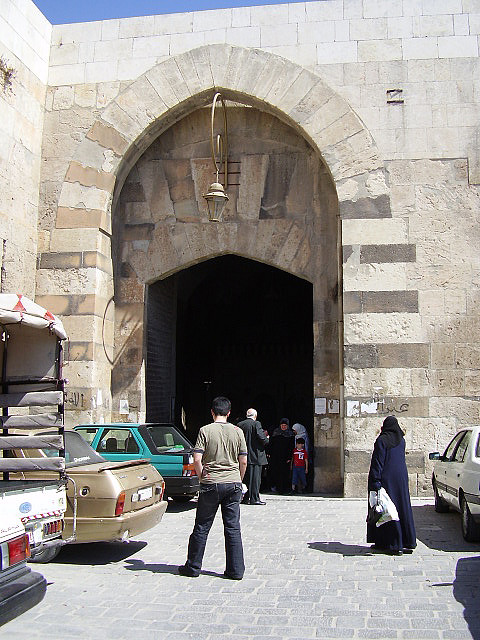

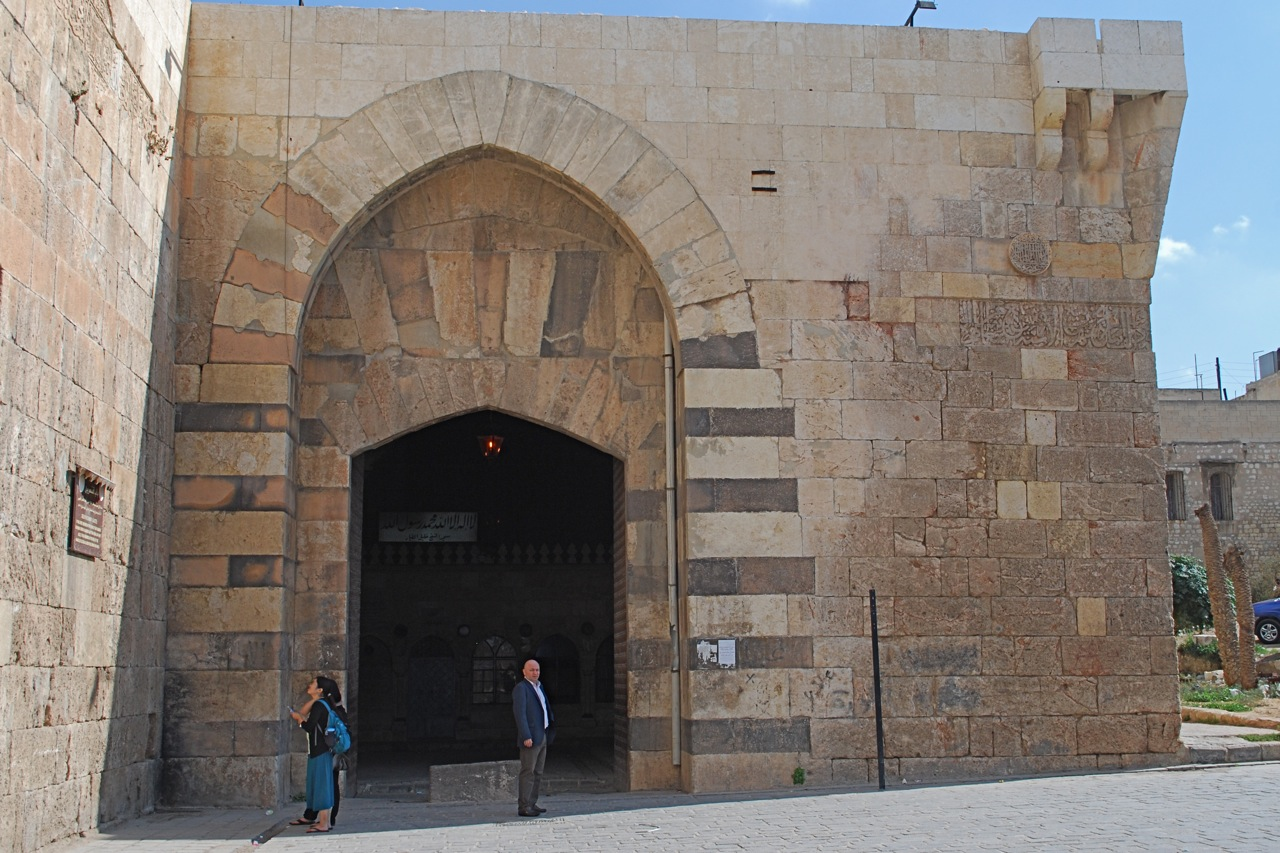

باب قنسرين هو أحد أبواب مدينة حلب العريقة في سوريا وقد بناه سيف الدولة الحمداني وتم تجديده أيام الملك الناصر في عام 654 للهجرة ويقع باب قنسرين في منطقة من حلب القديمة محاطة بالعديد من الأوابد التاريخية والمباني الأثرية من مدارس قديمة ومساجد وجوامع ومقامات والكثير من الآثار الهامة في حلب.

## التسمية والأقسام
قنسرين وهي كلمة عمورية الأصل وتعني (عش النسور)، ويتألف هذا الباب من أربعة أبواب : -
- باب يلي المدينة، * وباب يلي البرية، * وبابان بينهما في الوسط،

## المعالم حوالي الباب
وقنسرين يسمى في يومنا العيس نسبة إلى عيساو وقبره على تلها كما يزعمون بالقرب من حلب، ويقع بين قلعة الشريف والجلوم وساحة بزة وفي دركاة الباب خان وفي مدخله كان يوجد طاحون لطحن الحبوب وداخله ضريح الشيخ خليل الطيار، وفيه البيمارستان الأرغوني الكاملي الذي يعد من أجمل الآثار الإسلامية في حلب ويسمى الجديد، وفيه حمام الجوهري وحمام المالح، وجامع الديري ومسجد الشيخ شريف، وجامع الكختلي، وفيه مسجد الطرسوسي أمام الكريمية وقربه المدرسة الأسدية التي بناها أسد الدين شيركوه وخارجه المدرسة السيفية بناها الأمير سيف الدين عام 617 هجري.
وفيه بوابة المحايري